# Requiem and Resurrection
Requiem and Ressurrection is een instrumentale compositie van Alan Hovhaness.
Het werk is ontstaan uit frustratie van de gedeeltelijke mislukking van zijn Vishnoe-symfonie. De componist, die het zelf een van zijn betere werken vond, kreeg bij de eerste uitvoering te maken met een zeer korte samenvatting van zijn werk. De stemming die dat teweegbracht, zette hij om in dit werk. Het werk begint in droefheid (Requiem) en gaat langzaam over in een optimistischer gedeelte (Resurrection). Een verwerking van het vallen en opstaan” van de componist. Het werk is qua tijd en muziek veel meer in balans dan die symfonie en de componist had ook in het instrumentarium geschrapt.

## Orkestratie
- 0 dwarsfluiten, 0 hobo’s, 0 klarinetten, 0 fagotten,
- 4 hoorns, 2 trompetten, 3 trombones, 1 tuba
- 1 stel pauken, 3 man / vrouw percussie,
- 0 violen, 0 altviolen, 0 celli, 0 contrabassen

## Discografie
- Uitgave Crystal Records ; de componist met de North Jersey Wind Symphony ; opname uit 1970; eerder verschenen op Poseidon, het eigen platenlabel van de componist.